# Ángel Zúñiga Izquierdo
Ángel Zúñiga (Atarrabia, Navarra, 1911 - el Prat de Llobregat, Baix Llobregat, 9 de juliol del 1994) va ser un periodista especialitzat en crítica cinematogràfica i teatral.
Va ser articulista a la revista Destino i al periòdic El Noticiero Universal. Viatger incansable, fou corresponsal de La Vanguardia a Nova York durant 27 anys, on va conèixer les estrelles de Hollywood i es va convertir, amb les seves cròniques, en un dels més grans periodistes cinematogràfics del "star system". Ell mateix comentava que les sales de projecció són les millors escoles per aprendre l'art de la cinematografia. Fou també un escriptor prolífic que va publicar, entre altres obres: Barcelona y la noche, Una historia del cuplé, USA, Manhattan cocktail, etc. La seva Una historia del cine (1948) fou un dels primers grans llibres sobre aquest tema publicats en castellà i desvetllà més d'una important vocació cinematogràfica. L'any 1992 va rebre el premi d'Honor del FAD "per la seva llarga dedicació al món dels espectacles". Llegà els seus llibres i els seus papers a la Biblioteca de Catalunya, vora de la qual residia.